# Saipem
Die Saipem S.p.A. (Akronym für Società Azionaria Italiana Perforazione e Montaggi) ist ein italienischer Konzern mit Sitz in Mailand, welcher in der Herstellung und Installation von Maschinen, Plattformen und weiteren Produkten für die Erdölgewinnung, sowie dem Legen von Pipelines und dem Bohren nach Gas- und Ölvorkommen tätig ist.
Das Unternehmen wurde unter dem heutigen Namen Ende der 1950er-Jahre als Unternehmensbereich des italienischen Mineralöl- und Energiekonzern Konzerns Eni gegründet, reicht aber bis 1940 zurück. 1969 wurde das Unternehmen vom Konzern Eni unabhängig und später an der Börse notiert. Gegenwärtig hält Eni rund 21 Prozent der Aktien an Saipem (Stand Mai 2025).

## Unternehmensgeschichte
Die Wurzel des Unternehmens, welches 1957 erstmals unter dem Namen Saipem firmierte, gehen bis ins Jahr 1940 zurück, als die SAIP (Società Anonima Imprese Perforazioni) gegründet wurde. Geleitet wurde es damals von Alfredo Giarratana, dem ehemaligen Vorsitzenden von Agip von 1929 bis 1932 und einem der italienischen Pioneere der Ölförderung. SAIP arbeitete hauptsächlich als Bohrfirma. 1943 wurde die Unternehmensmehrheit von Ente Nazionale Gas übernommen und 1949 begann die Arbeit für Agip. Die Ente Nazionale Gas wurde 1953 aufgelöst und Eni gegründet, die die gesamten Anteile von SAIP übernahmen. 1955 begann man das erste Mal, im Ausland zu arbeiten. So wurde in Frankreich mit Intersomer und in Somalia mit Agip gearbeitet.
Am 31. Dezember 1957 wurde Saipem durch die Verschmelzung von SAIP und SNAM Montaggi, dem Anlagenbau von SNAM, geschaffen. Enrico Mattei leitete damals das Unternehmen mit Carlo Zanmatti und Raffaele Girotti . In den ersten beiden Jahren nach der Gründung wurden 740 Kilometer (km) Gas- und Ölpipeline verlegt und so die Grundlage für das große italienische Pipeline-Netz gelegt, das heute rund 27.000 km Länge hat.
1958 wurde im Libanon die erste Raffinerie im Ausland gebaut und nur ein Jahr später das erste Offshore-Bohrloch Europas von der Saipem Scarabeo 1 gebohrt. Das als Gela Mare 21 bezeichnete Bohrloch lag 1,5 km von der Küste entfernt in einer Wassertiefe von 20 Meter. Im selben Jahr wurden auch die ersten Bohrungen in Patagonien (Argentinien) und im Zagros (Iran) ausgeführt und eine Pipeline im Iran gebaut.

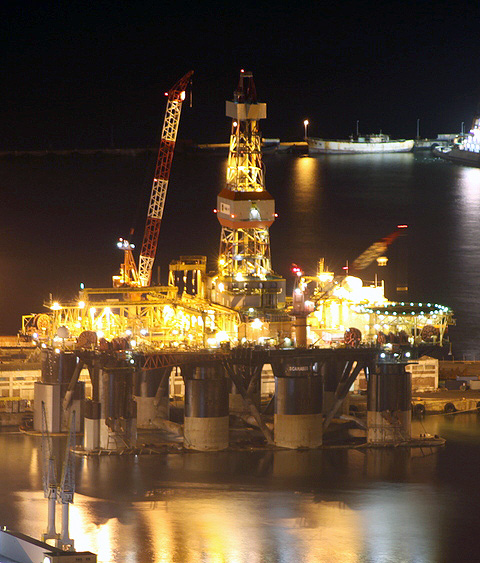
Die Halbtaucherplattform „Scarabeo 7“ in Kapstadt (Foto: Derek Keats)

Die Bohrplattform „Gatto Selvatico“, damals ein großer Entwicklungsschritt für Saipem, wurde 1960 fertiggestellt. Im Mai 1961 wurde das Gela-Feld mit einer neuen Plattform weiter erschlossen und fünf Bohrungen durchgeführt. Am 31. Juli 1962 wurde Saipem als operativer Teil in SNAM neben den Bereichen „Progetti“ und „Laboratori Riuniti, Studi e Ricerche“ eingegliedert. 10. Dezember 1965 wurde von Agip und SNAM SNAMPROGETTI ins Leben gerufen zur Planung und Inbetriebnahme von Anlagen in der Erdölindustrie. Dies stellte den Startschuss für eine große Anzahl von Projekten wie Raffinerien und Pipelines dar. Agip gab 1966 sein operatives Bohrgeschäft mit den gesamten Einrichtungen und dem Personal an Saipem ab. Im selben Jahr werden Offshore-Projekte im Persischen Golf mit der „Gatto Selvatico“ in den Bargain-Sar-, Now-Ruz- und Rostam-Feldern begonnen. Am 1. September 1969 wurde Saipem in eine Aktiengesellschaft umgewandelt und firmiert seitdem als Saipem S.p.A.
1970 erfolgte der Einstieg in die Montagetätigkeit mit dem Bau eines Ölterminal am Bargain-Sar-Feld. Im Golf von Gaeta wurde 1972 eine 32-Zoll-Pipeline in 320 m Tiefe gelegt und 1974 die „Castoro Sei“, ein Pipeline-Legeschiff für tiefes Wasser konstruiert. Im selben Jahr wurde auch eine 10-Zoll-Pipeline durch die Straße von Messina gelegt. Der Vertrag zum Bau der „Marun-Esfahan“-Pipeline durch das Zargos-Gebirge wurde 1975 abgeschlossen. Ebenfalls 1975 verlegte Saipem die schwerste Offshore-Pipeline vor Abu Dhabi. Die 48-Zoll-Pipeline wog 1082 Kilogramm pro Meter. 1976 wurde ein Rekord mit der Reparatur einer Pipeline in der Straße von Sizilien in 560 m Tiefe aufgestellt und ein Jahr später ein Rekord für das Legen eine Pipeline in 608 m in derselben Region.
Auch der Bau der Transmed-Pipeline von Algerien nach Italien wurde vom Unternehmen durchgeführt. Das Projekt, welches auch als „Enrico-Mattei-Pipeline“ bekannt ist, wurde 1980 begonnen und bestand aus drei 20-Zoll-Strängen. 1985 wurde Saipem erstmals an den Börsen von Mailand und Paris gelistet.
Die Halbtaucher-Bohrplattform „Scarabeo 5“ wurde 1990 auf der Werft von Fincantieri in Sestri Ponente fertiggestellt. Das Schiff wurde speziell für sub-arktisches Klima entwickelt und begann mit Bohrarbeiten in der Nordsee entlang des 62. Breitengrades. 1994 wurde die Transmed um zwei weitere Linien mit jeweils 26 Zoll erweitert. Vom italienischen Mitbewerber Micoperi, der 1990 Insolvenz anmelden musste, wurde im Jahr 1995 das Tiefsee-Arbeitsschiff M 7000 endgültig erworben und in Saipem 7000 umgetauft.
Im Mai 2002 erwarb die Saipem das Unternehmen Bouygues Offshore s. a. und im Jahr 2009 wurde der Verkauf der Acergy Piper von Acergy an Saipem abgeschlossen. Das Schiff operiert heute unter dem Namen Castoro 7.

## Geschäftsbereiche und Ausrüstung

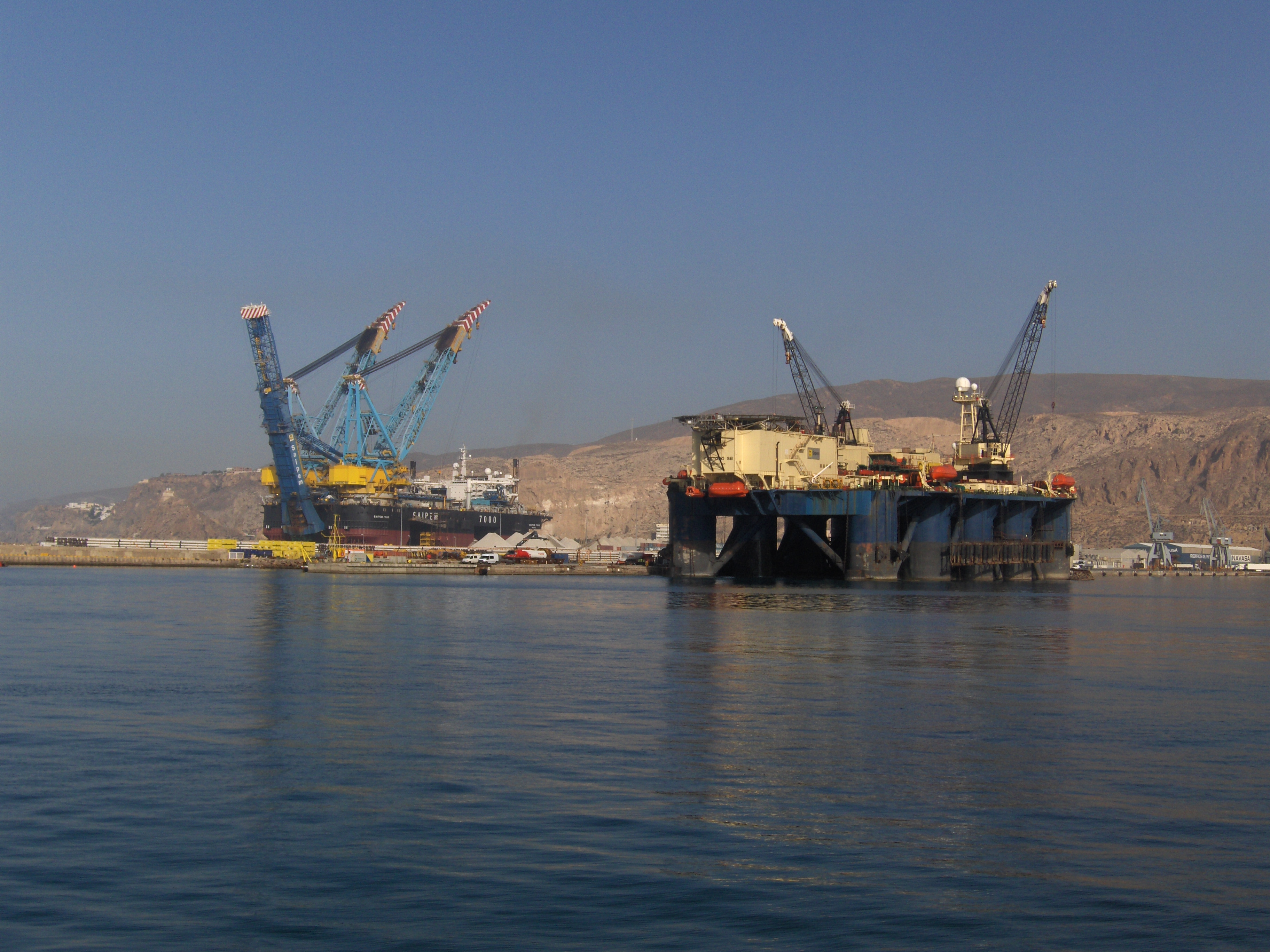
Das Arbeitsschiff Saipem 7000 (im Hintergrund) mit dem Pipeline-Leger Castoro Sei, beide im Eigentum von Saipem, im Hafen von Almería

### Geschäftsbereiche
Das Unternehmen ist in drei Bereiche aufgegliedert:
- Offshore: Arbeiten bei der Installation und dem Rückbau von Plattformen, Legen von Pipelines im Flachwasser und der Tiefsee
- Onshore: Konstruktion und Bau von Plattformen aller Art, Legen von Pipelines an Land
- Drilling: Die klassische Bohr- und Fördertätigkeit, die als Dienstleistung an Land oder auf dem Wasser durchgeführt wird.

### Flotte und Ausrüstung
Saipem besitzt eine der größten und leistungsfähigsten Flotten für das Arbeiten in der Offshore-Industrie: So gehören neben zahlreichen halbtauchenden Bohrplattformen für das Bohren im tiefen Wasser (genannt „Scarabeo“), vier Bohrplattformen namens „Perro Negro“ für Flachwasser zum Inventar. Auch zwei der größten Bohrschiffe der Welt, die Saipem 10000 und Saipem 12000 befinden sich im Eigentum des Dienstleisters.
Zum Errichten, Umbau und zur Demontage von Offshorebauwerken und Pipelines steht eine Flotte von 29 Schiffen bereit, die vom Flaggschiff Saipem 7000, einem der leistungsstärksten Schwimmkräne und Pipelinelegeschiffe der Welt, bis zum Taucherunterstützungsschiff „Bar Protector“ und verschiedenen Leichtern reicht. Bei den verschiedenen Tätigkeiten werden auch zahlreiche Remotely Operated Vehicles eingesetzt.
| Schiff          | Beschreibung                                      | Bild         |
| --------------- | ------------------------------------------------- | ------------ |
| Saipem 7000     | Kran und Pipelineleger (J-Lay); Halbtaucher       |              |
| Saipem FDS      | Pipelineleger (J-Lay)                             |              |
| Saipem FDS 2    | Pipelineleger (J-Lay)                             |              |
| Castoro Sei     | Pipelineleger (S-Lay); Halbtaucher                |              |
| Castorone       | Pipelineleger (S-Lay)                             |              |
| Castoro Otto    | Pipelineleger für Großrohre                       |              |
| Saipem 3000     | Pipelineleger für flexible Rohre und Umbilicals   |              |
| Bar Protector   | Unterstützungsschiff                              |              |
| Castoro II      | Pipelineleger für Großrohre                       |              |
| Castoro 10      | Baggerschiff und Pipelineleger für flaches Wasser |              |
| Castoro 12      | Pipelineleger für sehr flaches Wasser             |              |
| Castoro 16      | Baggerschiff für sehr flaches Wasser              |              |
| Scarabeo 3–4    | Halbtaucher                                       | Scarabeo 3–4 |
| Scarabeo 5      | Halbtaucher                                       | Scarabeo 5   |
| Scarabeo 6      | Halbtaucher                                       |              |
| Scarabeo 7      | Halbtaucher                                       |              |
| Scarabeo 8      | Halbtaucher                                       |              |
| Scarabeo 9      | Halbtaucher                                       |              |
| Saipem 10000    | Bohrschiff                                        |              |
| Saipem 12000    | Bohrschiff                                        |              |
| Perro Negro 2–8 | Hubinseln                                         |              |

### Anteilseigner

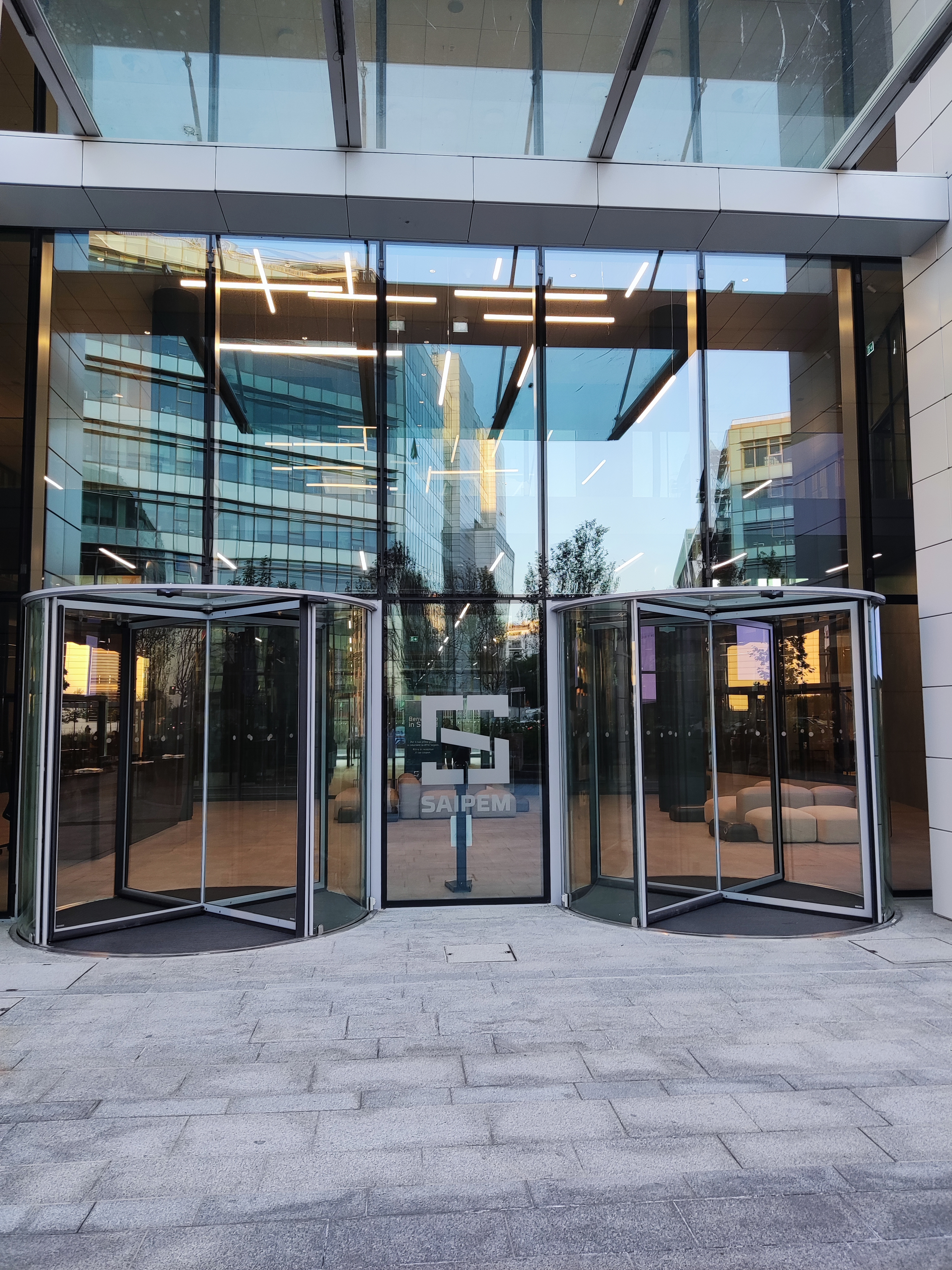
Hauptsitz von Saipem in Mailand

(Stand: Mai 2025)
| Anteil  | Anteilseigner                                                 |
| ------- | ------------------------------------------------------------- |
| 31,19 % | Eni S.p.A.                                                    |
| 12,82 % | Italienischer Staat über die Cassa Depositi e Prestiti S.p.A. |